# Свято-Троицкая церковь (Мостовое)
Свято-Троицкая церковь (Церковь Троицы Живоначальной, Храм в честь Святой Живоначальной Троицы) — храм Сарапульской епархии Русской православной церкви в селе Мостовое (Мостовинское) Сарапульского района Удмуртии. Памятник архитектуры регионального значения.

## История
Приход был основан в 1763 году по благословению архиепископа Казанского Вениамина. В состав прихода вошла деревня Мостовая, ранее входившая в приход села Кигбаево. В 1764 году построена деревянная церковь, освящённая во имя преподобного Сергия Радонежского. В марте 1771 года получено разрешено на строительство тёплого придела во имя Святой Троицы. Холодная Сергиевская церковь сгорела 7 октября 1800 года, но тёплая церковь осталась нетронута огнём.
30 декабря 1804 года Вятская духовная консистория выдаёт храмозданную грамоту на сооружение каменного храма во имя Святой Троицы с приделом во имя Сергия Радонежского. Строительство велось в 1809—1811 годах по проекту вятского губернского архитектора Филимона Меркурьевича Рослякова. В 1821 году по проекту Семёна Емельяновича Дудина построена колокольня и притвор. Левый престол освящён 20 мая 1811 года во имя Феодосия Тотемского, а правый — 6 ноября 1813 года во имя преподобного Сергия Радонежского. Главный престол освящён во имя Святой Троицы в 1839 году. Старая деревянная Свято-Троицкая церковь разобрана в 1816 году. В 1870 году при храме открыто церковно-приходское попечительство, а в 1893 году — церковно-приходская школа. В 1896 году, кроме села Мостовинское, в состав прихода входили деревни Бисарка, Вонявка, Гари, Дремина, Дуброва, Заборье, Кондыляки (Кондыли), Куюки, Оленье Болото, Опары, Осотовка, Пинязь (Сорокина) и Северная (Тыриши).
Сведений об обстоятельствах закрытия храма нет, но в 1937 году он уже не действовал. Восстановлен в 2000-х годах.

## Архитектура
Кирпичная церковь на бутовом фундаменте, построенная в стиле классицизма. Основной объём храма представляет собой четверик, покрыт восьмигранным куполом, над которым возвышается фонарик с главкой. Пол выложен каменными плитами. Равновысокие пятигранная алтарная апсида и четырёхстолпная трапезная примыкают к четверику с востока и запада соответственно. Трапезная расширена по сравнении с основным объёмом, разделена столбами на три нефа. Пол трапезной выложен из чугунных плит 1816 года. К трапезной примыкает притвор, выполняющему роль галереи между трапезной и трёхъярусной колокольней. Основание колокольни — четверик, второй ярус — четверик со сквозными арочными пролётами, третий ярус — восьмерик, также со сквозными пролётами. Колокольня увенчана гранённым куполом с полусферической главкой и высоким несущим крест шпилем.
Общая длина здания составляет 58 м. Ширина колокольни — 10,5 м, притвора — 16,75 м, трапезной — 20,5 м, основного объёма — 11,5 м апсиды — 9 м.